# گمینا ووبنگانه
گمینا ووبنگانه (به لهستانی:  Gmina Łubniany) یک گمینا در لهستان است که در شهرستان اوپوله واقع شده‌است. گمینا ووبنگانه ۱۲۵٫۴۱ کیلومتر مربع مساحت و ۹٬۱۵۶ نفر جمعیت دارد.